# كلية الهندسة (جامعة القاهرة)
كلية الهندسة جامعة القاهرة هي أعرق كليات الهندسة في مصر، يعود تاريخ إنشائها إلى عام 1816، حيث أمر محمد علي باشا بإنشاء المهندسخانة وكان مقرها آنذاك قلعة صلاح الدين الأيوبي بالقاهرة، أُعيد نقلها أكثر من مرة إلى أن استقرت في مكانها الحالي بالجيزة عام 1905، وضُمت إلى جامعة القاهرة كإحدى كلياتها عام 1935.

## نبذة عن الكلية وتاريخ التعليم الهندسي في مصر

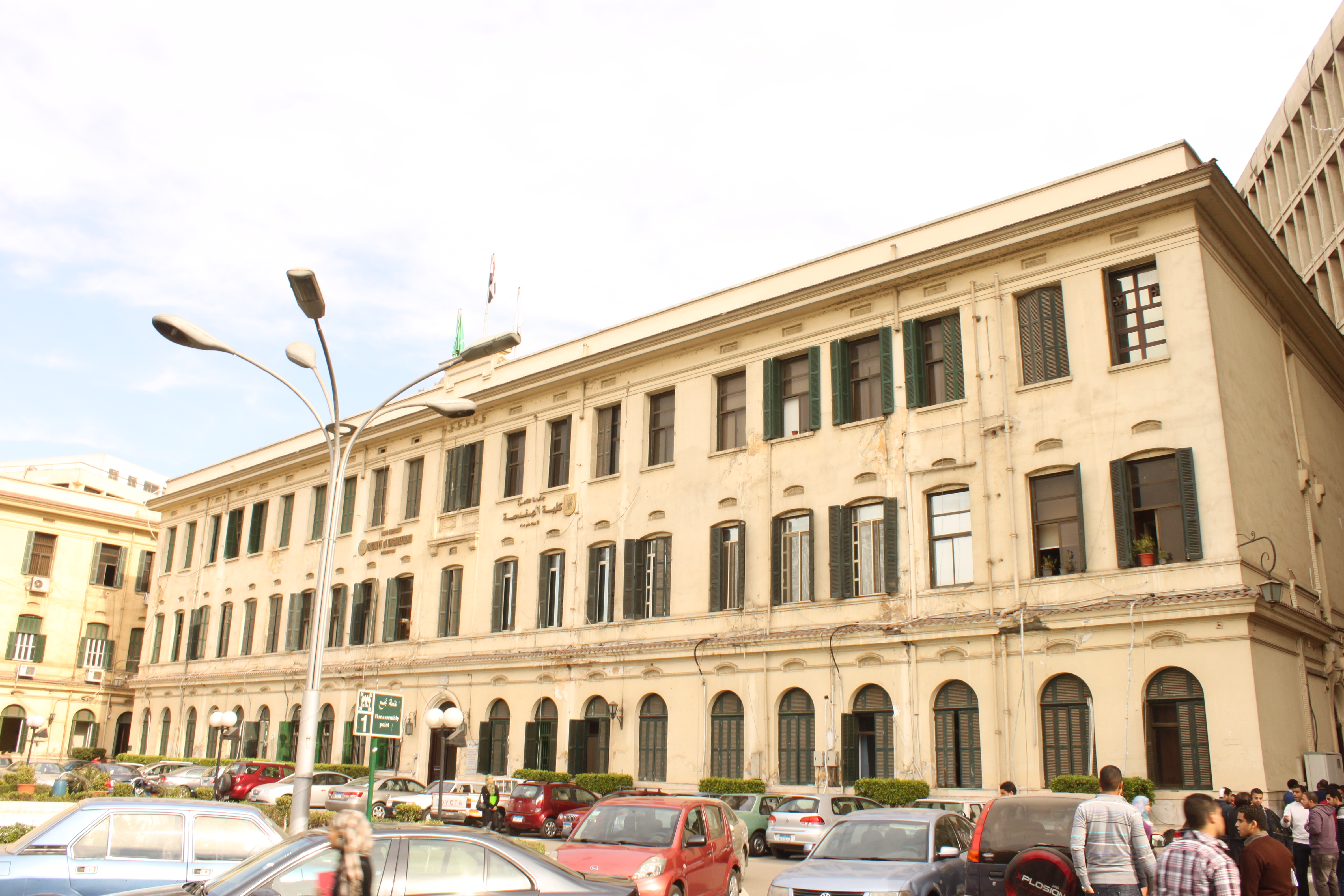
المبنى الإداري لكلية الهندسة

ترجع بداية التعليم الهندسي في مصر حين أنشأ محمد على باشا المهندسخانة في القلعة عام 1816 على شكل فصول أولية، وافتتحت أبوابها بصورة نظامية في بولاق عام 1834، ثم مالبثت أن أغلقت، لينشأ بالقلعة بعد ذلك مدرستين إحداهما لهندسة الري بالقناطر الخيرية والأخرى للعمارة عام 1858 ولكنهما أغلقتا بعدها بسنوات.
افتتح بعد ذلك مدرسة شاملة للري والعمارة بقصر الزعفران بالعباسية في عام 1866، ثم نقلت إلى درب الجماميز، وتشكلت المدرسة من قسم للري وآخر للعمارة، وكانت مدة الدراسة بها خمس سنوات منها سنة إعدادية، وكان التخصص في السنتين الأخيرتين، ثُم ألغيت بعد ذلك السنة الإعدادية وبقيت مدة الدراسة أربع سنوات وبقى التخصص كما هو في السنتين الأخيرتين، ليُلغى بعدها نظام التخصص وجعل الكلية قسما واحدا، كما نُقلت المدرسة مؤقتا إلى دار مدرسة الزراعة القديمة بالجيزة، لحين الانتهاء من إنشاء مبانيها (بالمقر الحالي) عام 1905 وسميت مدرسة الهندسة الملكية.
اُعيد تقسيم المدرسة مرة أخرى إلى قسمين للري والعمارة، مع استمرار نظام الدراسة السابق، إلى أن قسمت المدرسة عام 1916 إلى خمسة أقسام: الري، العمارة، البلديات، الميكانيكا، الكهرباء، ثم أُعيد تقسيم هذه الأقسام عام 1926 إلى أربعة أقسام رئيسة هي: الهندسة المدنية، الهندسة المعمارية، الهندسة الميكانيكية، الهندسة الكهربائية، لتتفرع هذه الأقسام بعد ذلك إلى أقسام مختلفة، وتبع ذلك إنشاء وتوسيع المعامل والمدرجات. ثم في عام 1935 أُلحقت مدرسة الهندسة الملكية بالجامعة المصرية (جامعة القاهرة حاليا)، وأصبحت تُسمى كلية الهندسة، وتوالى افتتاح الأقسام بها، وكانت الدراسة في الكلية تتبع نظام الفصلين الدراسيين إلى أن أدخلت الكلية نظام الساعات المعتمدة عام 2006.

## شروط القبول بالكلية
يشترط للقبول في كلية الهندسة جامعة القاهرة:
- أن يكون الطالب حاصلًا على الثانوية العامة أو ما يعادلها: بشرط حصوله على المجموع المؤهل للكلية
- أن يكون الطالب حاصلًا على شهادة الدبلوم الفني: بشرط اجتياز المسابقة المركزية الموحدة حسب شروط المجلس الأعلى للجامعات.[2]
- أن يكون الطالب حاصلًا على مؤهل عال سابق:[3] ويرغب في الحصول على مؤهل عال ثان من هندسة القاهرة بالشروط الآتية
  - أن يكون خريج كلية عملية
  - أن يكون حاصلاً على الثانوية العامة أو ما يعادلها بالمقررات المؤهلة للقبول بكليات الهندسة (شعبة الرياضة)
  - أن لا يكون مضى على تخرجه أكثر من خمس سنوات
  - أن يكون حاصل على تقدير (جيد) على الأقل في المؤهل الأول
  - أن يكون متفرغاً للدراسة
  - أن يقدم ما يفيد إنهاء الخدمة العسكرية أو الإعفاء منها

## أقسام الكلية
تضم كلية الهندسة بجامعة القاهرة الآن 14 قسماً علمياً رئيسياً، وتمنح الكلية درجة البكالوريوس في التخصصات المختلفة، كما تمنح درجة الدبلوم والماجستير والدكتوراه في التخصصات العامة والفرعية لطلبة الدراسات العليا.
1. قسم هندسة الطيران والفضاء.
2. قسم الهندسة المعمارية.
3. قسم الهندسة الطبية.
4. قسم الهندسة الكيميائية.
5. قسم هندسة الحاسبات.
6. قسم هندسة القوى الكهربية.
7. قسم هندسة الالكترونيات والاتصالات.
8. قسم الرياضيات والفيزيقا الهندسية.
9. قسم هندسة الرى والهيدروليكا.
10. قسم هندسة التصميم الميكانيكى والإنتاج.
11. قسم هندسة القوى الميكانيكية.
12. قسم هندسة المناجم والبترول.
13. قسم هندسة الأشغال العامة.
14. قسم الهندسة الانشائية.

## الجوائز التي حصلت عليها الكلية
حصلت الكلية على عدد من الجوائز منها:
- جائزة مبارك/النيل
- جائزة الدولة التقديرية في العلوم الهندسية
- جائزة الدولة التقديرية في العلوم التكنولوجية المتقدمة
- جائزة الدولة التشجيعية في العلوم الهندسية
- جائزة الدولة التشجيعية في العلوم الاساسية
- جائزة الدولة للتفوق العلمى  في العلوم الهندسية
- جائزة الدولة للتفوق العلمى  في العلوم التكنولوجية المتقدمة

## المراكز البحثية
- وحدة المطبعة
- مركز الدراسات والتصميمات للمشروعات المائية
- مركز هندسة الآثار والبيئة
- مركز دعم التصميمات المعمارية والهندسية
- مركز دراسات هندسة الاحتكاك وقطع الغيار
- مركز دراسات التصنيع
- مركز تطوير الدراسات العليا والبحوث في العلوم الهندسية
- مركز تطوير البرمجيات المتقدمة واستشارات الهندسة الطبية
- مركز تصميمات واستشارات التكنولوجيا العالية
- مركز بحوث ودراسات الهندسة المدنية
- وحدة الإنتاج وصيانة الأجهزة العلمية
- المركز الفنى لتهيئة فرص العمل لخريجى الهندسة
- مركز بحوث الطاقة
- مركز الدراسات والبحوث التعدينية
- مركز الدراسات والتدريب في هندسة القوى الميكانيكية

## شخصيات عامة من خريجي الكلية
- مصطفى مدبولي: رئيس وزراء مصر الحالي
- أحمد بهجت: رجل الأعمال المصري
- أحمد درويش: وزير الدولة للتنمية الإدارية سابقا
- أحمد نظيف: رئيس وزراء مصر الأسبق
- إسماعيل سراج الدين: مدير مكتبة الإسكندرية الجديدة سابقا
- حسن صالح: أستاذ مساعد الطاقة الذرية
- سيد دسوقي: رئيس قسم هندسة الطيران، ورئيس هيئة تنمية الابتكارات في اتحاد المنظمات الإسلامية
- طارق كامل: وزير الاتصالات وتكنولوجيا المعلومات الأسبق
- عصام شرف: رئيس وزراء مصر السابق
- علي عبد الرحمن: رئيس جامعة القاهرة سابقاً
- محمد نصر الدين علام: وزير الري والموارد المائية الأسبق
- هاني هلال: وزير التعليم العالي الأسبق
- الشيخ مصطفى محمد مصطفى
- وائل غنيم
- ياسر عرفات: الرئيس الفلسطيني الراحل
- محمد مرسي : الرئيس الاسبق لجمهورية مصر العربية، تخرج من قسم هندسة الفلزات بكلية الهندسة جامعة القاهرة وعمل أيضا مدرسا مساعدا في كلية الهندسة جامعة القاهرة وحصل أيضا من نفس الكلية علي ماجستير في هندسة الفلزات.
- محمد شاكر المرقبي : وزير الكهرباء الحالي.

## وصلات خارجية
- الموقع الرسمي